# برج خان (گناوه)
 برج خان  واقع در شهر بندر ریگ در بخش ریگ  یکی از آثارهای تاریخی و از نقاط دیدنی استان بوشهر در جنوب ایران است. 
 برج خان  بنایی است تاریخی که تعلق به خانعلی حیات داوودی است. تاریخ بنای برج به سال ۱۷۷۷ میلادی بر می‌گردد. سبک معماری این بنا، بیت میلانی است. نمونهٔ این برج در کشورهای حوزهٔ خلیج فارس و ساختمان‌های بافت قدیم شهر زیاد وجود دارد. ساختمان دارای دو بخش اندرونی و بیرونی بوده و از نوع حیاط مرکزی است که اتاق‌ها اطراف و حوض در وسط حیاط تعبیه شده‌است. بنای برج دو طبقه‌است که در هر طبقه دارای دو اتاق به ابعاد ۵×۵ است و بین آن‌ها راهرو وجود دارد. جلو اتاق‌ها طارمه یا بالکن واقع است که با ۱۴ ستون از نمای روبه رو نگه داشته شده‌است. 
پشت بام دارای سرستون‌هایی با گل میخ گلوله‌ای است که چون نگهبانی به نظر می‌رسند که روبه روی خلیج فارس به مراقبت از برج ایستاده‌اند.

## مصالح
مصالح به کار رفته در ساختمان، سنگ‌های اسفنجی است که شامل فسیل‌ها، مرجان، گوش ماهی و صدف‌های دریایی است. ملاط به کار رفته ساروج و پوشش ساروج و پوشش سقف از چوب صندل(چندل) نوعی چوب مخصوص است که از هندوستان و مومباسا می‌آوردند. تزیینات روی آن حکاکی شده‌است. هم چنین بنا دارای پرده کرکره‌های چوبی از پشت یعنی بیرون اتاق هاست. هلال‌های رنگی، زیبایی خاصی به ساختمان بخشیده‌است و نیز گره چینی‌های زیبای درها و پنجره‌ها و گنجه‌های دیواری جالب توجه‌است. گچبری‌های زیبایی داخل بنا و در سر درها به کار رفته که شکل خاصی به ساختمان بخشیده‌است. قاب چوبی آیینه‌های نصب شده در اتاق‌ها و چوب لباسی و تزیینات چوبی که به شکل دم حیوانات و سر بز کوهیٍ می‌باشد، بر زیبایی ساختمان افزوده‌است. 
این برج باقدمتی ۲۳۰ ساله یکی از جاذبه‌های گردشگری استان بوشهر است.